# Panorama (kommun)
Panorama är en kommun i Brasilien.   Den ligger i delstaten São Paulo, i den södra delen av landet, 800 km sydväst om huvudstaden Brasília. Antalet invånare är 14 603.
Följande samhällen finns i Panorama:
- Panorama

Trakten runt Panorama består i huvudsak av gräsmarker. Runt Panorama är det ganska glesbefolkat, med 40 invånare per kvadratkilometer.